# Homalium reductum
Homalium reductum är en videväxtart som beskrevs av L.A. Craven. Homalium reductum ingår i släktet Homalium och familjen videväxter. Inga underarter finns listade i Catalogue of Life.